# Bahnstrecke Wettingen–Effretikon
| Streckennummer (BAV): | 703 (Wettingen–Zürich Seebach) 706 (Zürich Seebach–Opfikon Süd) 752 (Opfikon Süd–Kloten–Hürlistein (Abzw.)) 751 (Hürlistein (Abzw.)–Effretikon) |                                        |                                        |
| Fahrplanfeld: | 703 (Wettingen–Zürich Seebach) 750, 800 (S7 Opfikon–Effretikon)                                                                                 |                                        |                                        |
| Spurweite: | 1435 mm (Normalspur) |                                        |                                        |
| Stromsystem: | 15 kV 16,7 Hz ~ |                                        |                                        |
| Zweigleisigkeit: | Otelfingen–Otelfingen Industrie Buchs-Dällikon Industrie–Buchs-Dällikon Regensdorf-Watt–Zürich Seebach Opfikon–Abzw Riet Kloten–Effretikon      |                                        |                                        |
| | |                                        |                                        |
| \| \| \| von Othmarsingen \| \| \| \| \| von Basel \| \| \| \| 42,7 \| Wettingen \| 386 m ü. M. \| \| \| \| nach Zürich \| \| \| \| \| Tägerfeld (geplant) \| \| \| \| \| von Killwangen-Spreitenbach \| \| \| \| 39,1 \| Würenlos \| 393 m ü. M. \| \| \| 36,5 \| Otelfingen \| 427 m ü. M. \| \| \| \| Anschlussgleis, früher von Niederglatt \| \| \| \| 35,6 \| Otelfingen Industrie \| Otelfingen Industrie \| \| \| 35,4 \| Otelfingen Golfpark \| Otelfingen Golfpark \| \| \| 34,1 \| Buchs-Dällikon Industrie \| Buchs-Dällikon Industrie \| \| \| 32,9 \| Buchs-Dällikon \| 424 m ü. M. \| \| \| 29,5 \| Regensdorf-Watt \| 442 m ü. M. \| \| \| 26,3 \| Zürich Affoltern \| 456 m ü. M. \| \| \| 23,3/6,0 \| Zürich Seebach \| 442 m ü. M. \| \| \| \| von Zürich Oerlikon \| \| \| \| \| \| \| \| \| \| \| \| \| \| \| \| \| \| \| 6,17 \| Opfikon Süd \| 440 m ü. M. \| \| \| \| \| \| \| \| \| nach Bülach \| \| \| \| 7,2 \| Opfikon \| 427 m ü. M. \| \| \| \| \| \| \| \| \| nach Zürich Flughafen \| \| \| \| 8,2 \| Riet eingleisig bis Kloten \| Riet eingleisig bis Kloten \| \| \| 8,8 \| Kloten Balsberg \| Kloten Balsberg \| \| \| \| Flughafenlinie Zürich \| \| \| \| 10,0/11,3 \| Kloten \| Kloten \| \| \| 13,4 \| Dorfnest von Zürich Flughafen \| Dorfnest von Zürich Flughafen \| \| \| \| alte Streckenführung bis 1980 \| \| \| \| 14,8 \| Bassersdorf \| 455 m ü. M. \| \| \| \| \| \| \| \| \| von Oerlikon über Wallisellen \| \| \| \| 16,8 \| Effretikon \| 511 m ü. M. \| \| \| \| nach Hinwil \| \| \| \| \| nach Winterthur \| \| | |                                        |                                        |
| Strecke | | von Othmarsingen                       | von Othmarsingen                       |
| Abzweig geradeaus und von rechts | | von Basel                              | von Basel                              |
| Bahnhof | 42,7 | Wettingen                              | 386 m ü. M.                            |
| Abzweig geradeaus und nach rechts | | nach Zürich                            | nach Zürich                            |
| ehemaliger Haltepunkt / Haltestelle | | Tägerfeld (geplant)                    | Tägerfeld (geplant)                    |
| Abzweig geradeaus und von rechts | | von Killwangen-Spreitenbach            | von Killwangen-Spreitenbach            |
| Bahnhof | 39,1 | Würenlos                               | 393 m ü. M.                            |
| Bahnhof | 36,5 | Otelfingen                             | 427 m ü. M.                            |
| Abzweig geradeaus und ehemals nach links | | Anschlussgleis, früher von Niederglatt | Anschlussgleis, früher von Niederglatt |
| Dienststation / Betriebs- oder Güterbahnhof | 35,6 | Otelfingen Industrie                   | Otelfingen Industrie                   |
| Haltepunkt / Haltestelle | 35,4 | Otelfingen Golfpark                    | Otelfingen Golfpark                    |
| Dienststation / Betriebs- oder Güterbahnhof | 34,1 | Buchs-Dällikon Industrie               | Buchs-Dällikon Industrie               |
| Bahnhof | 32,9 | Buchs-Dällikon                         | 424 m ü. M.                            |
| Bahnhof | 29,5 | Regensdorf-Watt                        | 442 m ü. M.                            |
| Haltepunkt / Haltestelle | 26,3 | Zürich Affoltern                       | 456 m ü. M.                            |
| Bahnhof | 23,3/6,0 | Zürich Seebach                         | 442 m ü. M.                            |
| Strecke von rechts · Strecke | | von Zürich Oerlikon                    | von Zürich Oerlikon                    |
| Abzweig geradeaus und nach links · Abzweig geradeaus, nach rechts und von rechts | |                                        |                                        |
| Abzweig geradeaus und nach links · Kreuzung geradeaus oben · Strecke von rechts | |                                        |                                        |
| Abzweig geradeaus und von links · Abzweig geradeaus und nach rechts · Strecke | |                                        |                                        |
| Dienststation / Betriebs- oder Güterbahnhof · Dienststation / Betriebs- oder Güterbahnhof · Strecke | 6,17 | Opfikon Süd                            | 440 m ü. M.                            |
| Abzweig geradeaus und nach links · Abzweig geradeaus und von rechts | |                                        |                                        |
| Tunnelanfang · Tunnelanfang · Strecke nach links | | nach Bülach                            | nach Bülach                            |
| Strecke (im Tunnel) · Bahnhof (im Tunnel) | 7,2 | Opfikon                                | 427 m ü. M.                            |
| Tunnelende · Tunnelende | |                                        |                                        |
| Strecke nach links · Kreuzung geradeaus oben | | nach Zürich Flughafen                  | nach Zürich Flughafen                  |
| Dienststation / Betriebs- oder Güterbahnhof | 8,2 | Riet eingleisig bis Kloten             | Riet eingleisig bis Kloten             |
| Haltepunkt / Haltestelle | 8,8 | Kloten Balsberg                        | Kloten Balsberg                        |
| Kreuzung mit Tunnelstrecke | | Flughafenlinie Zürich                  | Flughafenlinie Zürich                  |
| Bahnhof | 10,0/11,3 | Kloten                                 | Kloten                                 |
| Abzweig geradeaus und von rechts | 13,4 | Dorfnest von Zürich Flughafen          | Dorfnest von Zürich Flughafen          |
| Abzweig geradeaus und ehemals nach links · Strecke von rechts (außer Betrieb) | | alte Streckenführung bis 1980          | alte Streckenführung bis 1980          |
| Bahnhof · Bahnhof (Strecke außer Betrieb) | 14,8 | Bassersdorf                            | 455 m ü. M.                            |
| Abzweig geradeaus und ehemals von links · Strecke nach rechts (außer Betrieb) | |                                        |                                        |
| Abzweig geradeaus und von rechts | | von Oerlikon über Wallisellen          | von Oerlikon über Wallisellen          |
| Bahnhof | 16,8 | Effretikon                             | 511 m ü. M.                            |
| Abzweig geradeaus und nach rechts | | nach Hinwil                            | nach Hinwil                            |
| Strecke | | nach Winterthur                        | nach Winterthur                        |

Die Bahnstrecke Wettingen–Effretikon wurde am 15. Oktober 1877 von der Schweizerischen Nationalbahn (SNB) eröffnet. Die Züge verkehrten nördlich an Zürich vorbei, womit dieses wichtige Zentrum der Industrie nicht angeschlossen war. Dieser Umstand war einer der Gründe des Konkurses der Gesellschaft im Jahr 1878. Daraufhin wurde die Strecke von der Schweizerischen Nordostbahn (NOB) übernommen. Seit 1902 gehört sie zum Streckennetz der Schweizerischen Bundesbahnen (SBB).

## Geschichte
Ursprünglich war geplant gewesen, am 6. September 1877 den anschliessenden Abschnitt Wettingen–Baden Oberstadt zusammen mit der Strecke in Richtung Zofingen zu eröffnen. Allerdings ergaben sich Verzögerungen beim Bau der Brücken über die Limmat und der NOB-Strecke, die für die Verknüpfung mit der Limmattal-Linie der NOB notwendig waren, so dass dieser Abschnitt erst mit anderthalbmonatiger Verspätung, am gleichen Tag wie diese Strecke, eröffnet werden konnte.

Zwischen Zürich-Seebach und Wettingen fanden zwischen 1905 und 1909 die ersten Versuche mit hochgespanntem einphasigem Wechselstrom statt. Danach wurde die Fahrleitung wieder abgebaut. 
Die Strecke Opfikon–Wettingen wurde am 13. Februar 1942 erneut elektrifiziert. Die Elektrifizierung der Strecke Zürich-Oerlikon–Kloten–Effretikon erfolgte schon am 6. August 1925. Zwischen dem 25. Mai 1909 und dem 15. November 1939 war der Streckenabschnitt zwischen Zürich-Seebach und Schärenmoos (heute Opfikon), die sogenannte Konkurskurve, stillgelegt (die nachträglich erbaute Strecke Oerlikon–Schärenmoos–(Kloten) blieb offen).
Die Strecke Wettingen–Effretikon bildet die Fortsetzung der Bahnstrecke Zofingen–Suhr–Lenzburg–Wettingen. Das Streckengleis zwischen Effretikon und Winterthur wurde parallel zur bestehenden Doppelspurstrecke der NOB gelegt. Dieses dritte Gleis des Abschnitts Effretikon–Winterthur baute die NOB um 1880 wieder ab, wobei der Unterbau bestehen blieb. Zwischen Wettingen und Otelfingen lag neben dem Streckengleis der SNB das Streckengleis der von der NOB betriebenen Bülach-Baden-Bahn. Auch hier wurde das zweite Gleis nach dem Zusammenschluss der beiden Linien 1882 von der NOB zurückgebaut.
Am 8. März 1994 entgleiste beim Bahnhof Affoltern ein Güterzug, der aus Kesselwagen mit Benzin bestand. Es kam zu einem schweren Unfall mit Explosionen.
→ Hauptartikel: Eisenbahnunfall von Zürich-Affoltern

## Streckenbeschreibung
Die Strecke beginnt in Wettingen, wo ein Anschluss an die Strecke Baden–Zürich (Spanisch-Brötli-Bahn) der NOB bestand. Hier befand sich auch ein Depot. Die Strecke liegt auf der östlichen Seite der Limmat und führt nach Würenlos, wo sie vom Limmattal ins Furttal abzweigt. Zwischen den beiden Ortschaften steht im Tägerfeld die Mehrzweckhalle Tägerhard. Der Bau einer Haltestelle scheiterte bisher an der Finanzierung. In Würenlos gibt es seit 1980 eine Abzweigung nach Killwangen-Spreitenbach, die es den Güterzügen ermöglicht, durch das Furttal den Rangierbahnhof Limmattal zu erreichen. In Otelfingen zweigte einstmals die Schwenkelbergbahn von der Strecke ab, die Strecke nach Bülach wurde 1969 stillgelegt. Dieser Gleisrest wurde noch lange als Zufahrt zu einem Teil des Industriequartiers von Otelfingen benutzt, aber 2007 endgültig stillgelegt. Auf Höhe des Industriequartiers entstand in den 1960er Jahren die Haltestelle Jelmoli Otelfingen. Nach der Schliessung des namensgebenden Zentrallagers wurde die Haltestelle in Otelfingen Industrie und später Otelfingen Riedholz, umbenannt und seit der Eröffnung des Golfplatzes heisst sie Otelfingen Golfpark.
Zwischen den Bahnhöfen Otelfingen und Buchs-Dällikon war bis in die 1970er Jahre der Bau eines Schnellgutbahnhofes geplant, welcher allerdings nie ausgeführt wurde. Die Strecke führt nach dem Bahnhof Buchs-Dällikon in der Ebene zwischen den beiden Dörfern weiter zum Bahnhof Regensdorf-Watt. Auch dieser lag damals noch ausserhalb der eigentlichen Ortschaft; heute hat sich die Siedlungsfläche zum Bahnhof hin ausgedehnt. Zwischen 1996 und 1997 wurde der Abschnitt zwischen Regensdorf-Watt und Zürich-Seebach doppelspurig ausgebaut. Danach folgt die sogenannte Konkurskurve, welche den Bahnhof Oerlikon umfährt und nach Norden führt, wo die Strecke Zürich–Bülach mit Damm und Viadukt überquert wird. Die Kurve, die den Bahnhof Seebach mit dem Bahnhof Oerlikon verbindet, bauten die SBB erst 1909. Auch die Gleisverbindung zwischen Schärenmoos und Zürich-Oerlikon wurde von der NOB erst nach dem Konkurs der SNB erbaut und am 1. Juni 1881 eröffnet. Im Schärenmoos wurden anlässlich des Baus der Flughafenlinie etliche Um- und Ausbauten vorgenommen. So besitzt die Strecke seit 1978 hier eine Doppelspurinsel, die von der Einmündung der Strecke von Zürich Oerlikon (Dienststation Schärenmoos) bis zur Dienststation Ried führt. Dieses zusätzliche Gleis führt mit dem bestehenden Viadukt über die Strecke nach Bülach und wird zur kreuzungsfreien Entflechtung der Züge verwendet, da nach der Überquerung der Bülacher Strecke eine Weichenverbindung zur Flughafenlinie besteht (im Bereich des SBB-Unterwerkes Oerlikon liegen seit 1979 drei doppelspurige Strecken nebeneinander). Nach dieser Weichenverbindung sind beide Strecken in einen überdeckten Einschnitt gelegt worden. In diesem Bereich wurde auch die Haltestelle Opfikon neu angelegt. Hier befindet sich seit 1978 der einzige Tunnel dieser Strecke, der 257 Meter lange Opfikon-Tunnel. Dieser Tunnel ist eigentlich nur eine Überdeckung, welche zusammen mit der danebenliegenden Überdeckung der Flughafenstrecke im November 1977 vollendet wurde. Die Station Opfikon befindet sich genau an derselben Stelle. Der Tunnel dient somit fast auf der gesamten Länge dem 300 Meter langen Mittelperron als Wetterschutz.
Auf der westlichen Seite, vor der Haltestelle Opfikon, liegt der Anschluss an die Linie nach Bülach, welche ein direktes Durchfahren von Bülach ins Furttal nach Wettingen erlaubt. Er wurde erst im Zusammenhang mit dem Bau der Flughafenlinie 1979 erbaut und am 30. September 1979 eröffnet. Nach dem Bahnhof Opfikon unterquert seit 1980 die Flughafenlinie die Strecke, kurz vor deren Einmündung in den Flughafentunnel. Zwischen der Dienststation Riet nach dem Bahnhof Opfikon ist die Strecke bis nach Kloten einspurig. Sie soll bis 2027 auf Doppelspur ausgebaut werden, um einerseits einen Viertelstundentakt der S-Bahn zu ermöglichen, andererseits mehr Trassees für Güterzüge zur Verfügung zu stellen. Die einspurige Strecke von Kloten bis zur Verzweigung Dorfnest wurde nicht kreuzungsfrei an die Flughafenlinie angeschlossen. Dieser Mangel wurde mit der neuen Überwerfung Dorfnest behoben. Mit den Vorarbeiten wurde im November 2015 angefangen, die eigentlichen Bauarbeiten fanden ab 2016 statt. Dabei wurde eine rund 200 Meter lange Brücke über die Flughafenlinie erstellt. Auf den Fahrplanwechsel im Dezember 2018 wurde die neue Strecke in Betrieb genommen. Ab hier war die Strecke seit dem Bau der Flughafenlinie bis nach Effretikon doppelspurig. Allerdings wurde für den Bau der Flughafenlinie die Strecke im Bereich des Bahnhofes Bassersdorf verlegt und doppelspurig ausgebaut. Dabei wurde die Strecke gestreckt und der Bahnhof vom Zentrum an den Rand des Dorfes gelegt. Kurz vor Effretikon, unmittelbar vor der Dienststelle Hürlistein, überquert die Strecke die Autobahn A1. Bei der Dienststelle Hürlistein stösst diese Strecke auf die Strecke Zürich–Wallisellen–Winterthur, welche 1855 von der NOB eröffnet worden war. Von hier führt sie seit dem Bau mit drei Gleisen in den Bahnhof Effretikon (anfänglich als einspurige Strecke neben der NOB-Doppelspur), wo seit 1876 die Bahnstrecke Effretikon–Hinwil beginnt. Zusammen mit dem Bau der Überwerfung Hürlistein wurde 2015 der Streckenabschnitt zwischen der Dienststation Hürlistein und Effretikon auf vier Gleise ausgebaut.
Von der SNB wurde zwischen Effretikon und Winterthur auch ein drittes Streckengleis gebaut, das parallel zur NOB-Strecke angelegt war. Dieses Gleis wurde nach der Zwangsliquidation der SNB und Übernahme der SNB-Strecken durch die NOB im Jahr 1880 wieder abgebaut.